# Tavares (Chãs, Várzea e Travanca)
Tavares (Chãs, Várzea e Travanca (llamada oficialmente União das Freguesias de Tavares (Chãs, Várzea e Travanca) es una freguesia portuguesa del municipio de Mangualde, distrito de Viseu.

## Historia
Fue creada el 28 de enero de 2013 en aplicación de una resolución de la Asamblea de la República de Portugal promulgada el 16 de enero de 2013 con la unión de las freguesias de Chãs de Tavares, Travanca de Tavares y Várzea de Tavares, pasando su sede a estar situada en la antigua freguesia de Chãs de Tavares.

## Demografía
| Gráfica de evolución demográfica de Tavares (Chãs, Várzea e Travanca) entre 2011 y 2021 |
|                                                                                         |
| Datos según el nomenclátor publicado por el INE portugués.                              |